# Mutsu Munemitsu

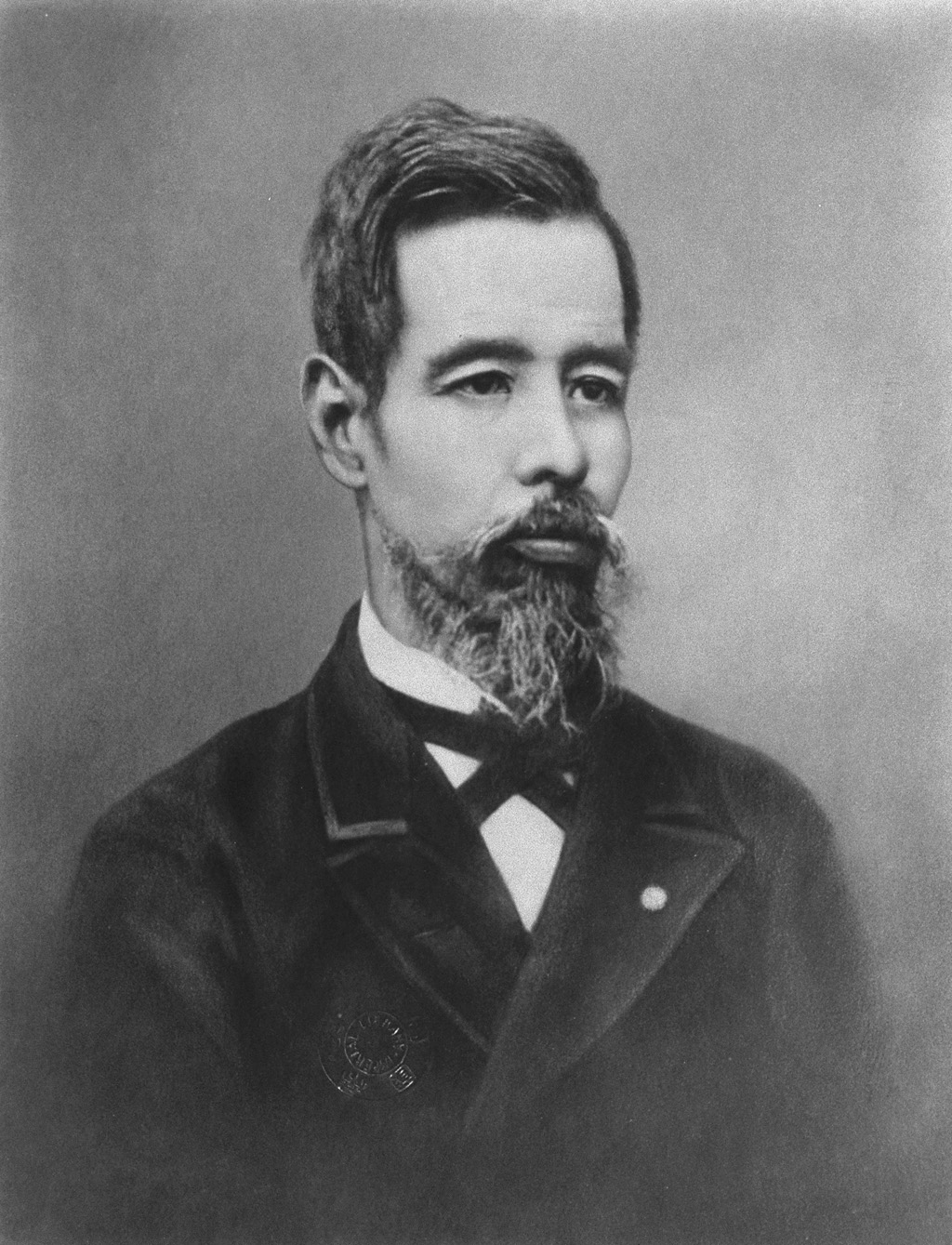
Mutsu Munemitsu

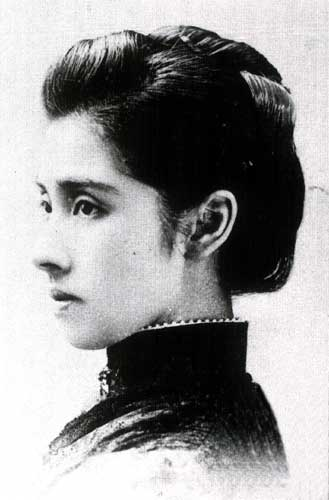
Ryoko, Mutsus Gattin

Mutsu Munemitsu (japanisch 陸奥 宗光; * 20. August 1844 in Kishū; † 24. August 1897 in Kita) war ein japanischer Politiker.
Mutsu wurde als Sohn Date Munehiros, eines Samurai und Anhängers der Sonnō-jōi-Bewegung aus Kishū, geboren. In den letzten Tagen des Tokugawa-Shogunats war Mutsu bei der Kaientai, einer Reederei und Vorläuferin der späteren japanischen Marine.
Während der Meiji-Restauration war er unter anderem Gouverneur von Hyōgo, ab 1871 von Kanagawa und anderen Präfekturen sowie Mitglied des Genrōin.
Wegen seiner Verwicklung in die Risshi-sha und der Verschwörung die Regierung zu stürzen, wurde er entlassen und musste vier Jahre und vier Monate im Gefängnis verbringen.
Nach seiner Freilassung besuchte er Europa und die USA und  trat nach seiner Rückkehr in das Außenministerium ein. 1888 wurde er als Nachfolger von Kuki Ryūichi bevollmächtigter Gesandter in den USA. Zwei Jahre später erfolgte seine Wahl in das Teikoku-gikai.
Unter Yamagata Aritomo und Matsukata Masayoshi war er Minister für Landwirtschaft und Handel, unter Itō Hirobumi Außenminister.
Nach dem Ōtsu-Zwischenfall versuchten Mutsu und Matsukata den ranghöchsten Richter am Obersten Gerichtshof Kojima Korekata zu beeinflussen, die Todesstrafe für Tsuda Sanzō, den Attentäter anzuwenden, um Russland milde zu stimmen. Dieses Ansinnen wurde aber von der Mehrheit der Angehörigen des Obersten Gerichtshofs abgelehnt.
1894 unterzeichnete er den Anglo-japanischen Handels- und Navigationsvertrag, der die Konsulargerichtsbarkeit in Japan aufhob.
Der Donghak-Aufstand führte zu einer Verschlechterung der chinesisch-japanischen Beziehungen. Mutsu war Verfechter einer harten Linie gegen China, was zum Ersten Japanisch-Chinesischen Krieg führte.
1895 verhandelte Mutsu während der Intervention von Shimonoseki.
Sein Grab befindet sich auf dem Friedhof des Jufuku-ji.